# Етока (село)
Етока (рос. Этока) — село Предгірного району Ставропольського краю Росія.

## Географія
Розташоване біля підніжжя гори Джуца.

## Історія
Село Етока засновано на початку 19 століття. Спочатку село називалось хутір Шабля. Нинішню назву село отримало в 1897-99 роках.

## Освіта
- Середня школа № 13